# Ioan al Danemarcei, Norvegiei și Suediei
Ioan, cunoscut sub numele de Hans (n. 2 februarie 1455, Aalborg, Danemarca – d. 20 februarie 1513, Aalborg, Danemarca) a fost regele Danemarcei (1481 - 1513), Norvegiei (1483 - 1513) și al Suediei (1497 - 1501) în Uniunea de la Kalmar, și Duce de Schleswig și Holstein. Cele trei obiective politice cele mai importante ale sale au fost restaurarea Uniunii de la Kalmar, reducerea dominației a Ligii Hanseatice și construirea unei puteri regale daneze puternice.
El a fost născut la Aalborghus, în Aalborg și a fost fiul lui Cristian I al Danemarcei și a Doroteei de Brandenburg, fiica Margrafului Ioan de Brandenburg. În 1478, s-a căsătorit cu Cristina de Saxonia, nepoata lui Frederick cel Blând de Saxonia. 
În 1458, tatălui Ioan, Regele Cristian I, le-a cerut Consiliului Norvegian de Realm ca fiul său cel mare să fie viitorul rege la Norvegiei, după moartea sa. O declarație similară a fost făcută în Suedia. În 1467, Ioan a fost primit ca succesor al Danemarcei. Ioan a fost moștenitorul tronului Norvegiei, în conformitate cu statutul vechi norvegian ca regent ereditar, însă era o cauză prin care Consiliul norvegian nu l-a recunoscut imediat. Prin urmare, la moartea tatălui său în mai 1481, poziția lui Ioan era de necontestat în Danemarca, în timp ce în Norvegia, Consiliul și-a asumat autoritatea regală, urmând un interregnum. Nu a existat nici un pretendent rival la tronul norvegian, însă Consiliul a fost determinat să domenstreze că statul norvegian era un regat suveran.
Pe 13 ianuarie 1483 a avut loc o întâlnire între Consiliile din Danemarca, Suedia și Norvegia, la Halmstad, pentru a lucra în termeni la alegerea lui Ioan ca rege. Consiliul suedez nu a reușit să se prezinte la întâlnire, însă consiliile norvegiene și daneze au procedat pentru a produce o declarație comună care conținea condițiile guvernării lui Ioan și alegerea lui ca rege. S-a sperat că Suedia va accepta mai târziu același document, și prin urmare, să-l recunoască pe Ioan ca rege. Ulterior, Ioan a fost încoronat ca rege al Danemarcei la Copenhaga pe 18 mai și rege al Norvegiei la Trondheim la 20 iulie.
În primii ani ai domniei sale el a efectuat o politică de echilibrare. Prin mijloace diplomatice, el a încercat să slăbească poziția regentului suedez Sten Sture, și a căutat noi aliați. A fost primul rege danez care a stabilie o cooperare politică cu Rusia. 
Politicile interne ale lui Ioan au fost marcate de sprijinul economic de la negustorii danezi și prin utilizarea pe scară largă a funcționarilor și chiar a consilierilor, lucru care a înfuriat nobilii. Cel mai important dintre inițiativele sale a fost instituirea marinei daneze permanente, fapt care a ajuns să joace un rol mai târziu.
Pe 6 octomrbie 1467, Ioan a cucerit Suedia, în timpul unei campanii militare scurte și eficiente, învingându-l pe Sten Sture în bătălia de la Rotebro, după ce a subestimat poziția sa de a câștiga peste cea mai mare parte a nobilimii suedeze. Sten s-a predat regelui în Stockholm și s-a împăcat cu el. Ioan a fost încoronat ca rege al Suediei iar lui Sten i s-a oferit cea mai înaltă poziție de autoritate din Suedia.
La acea vreme și parțial pentru posteritate, Ioan a apărut de multe ori ca un rege de rând, considerându-se un om simplu și veste. În spatele acestui caracter, el pare să fi fost un realist și un politician zelos și calculat. În multe feluri, el este considerat a fi paralel cu Ludovic al XI-lea al Franței și Henric al VII-lea al Angliei.
În 1513, regele Ioan a murit în Aalborg la scurt timp după ce a fost aruncat de pe cal. A fost înmormântat în Catedrala Sf. Canute din Odense. La vârsta de 32 de ani, moștenitorul Cristian al II-lea al Danemarcei a preluat tronul. După ce fiul său a fost detronat în 1522, linia genealogică a lui Ioan a revenit la tronurile daneze și norvegiene prin Christian al IV-lea al Danemarcei, stră-strănepotul fiicei sale, Elisabeta, Principesa Electoare.

## Copii
Ioan și Cristina au avut cinci sau șase copii:
- Ioan, născut în 1479; a murit în copilărie
- Ernst, născut in 1480; a murit în copilărie
- Cristian al II-lea (1481 - 1559), a fost regele Danemarcei, Norvegiei și Suediei și Duce de Schleswig și Holstein
- Iacob (1484 - 1566), posibil să fi fost nelegitim
- Elisabeta a Danemarei (1485 - 1555), căsătorită cu Joachim I Nestor, Elector de Brandenburg
- Francisc (1497 - 1511)